# معاون رئیس اقلیم کردستان عراق
معاون رئیس اقلیم کردستان عراق مقامی در منطقه خودمختار اقلیم کردستان عراق است. آنها بخشی از شورای ریاست کردستان هستند. معاونان رئیس اقلیم کردستان عراق در انجام وظایف خود به رئیس کمک می‌کنند و در غیاب رئیس اقلیم کردستان، ریاست را به‌طور موقت در دست می‌گیرند.
در ۱۴ ژوئن ۲۰۰۵ مسعود بارزانی در مجلس کردستان عراق به عنوان رئیس جدید سوگند یاد کرد. مجلس کردستان عراق، کوسرت رسول علی را به عنوان نایب رئیس اقلیم کردستان عراق انتخاب کرد.

## معاونان رئیس اقلیم کردستان
| نام             | مدت تصدی     | مدت تصدی      | حزب سیاسی             |
| نام             | انتصاب       | وضعیت         | حزب سیاسی             |
| --------------- | ------------ | ------------- | --------------------- |
| کوسرت رسول علی  | ۱۴ ژوئن ۲۰۰۵ | ۱ نوامبر ۲۰۱۷ | اتحادیه میهنی کردستان |
| جعفر شیخ مصطفی  | ژوئیه ۲۰۱۹   | در حال تصدی   | اتحادیه میهنی کردستان |
| مصطفی سعید قدیر | ژوئیه ۲۰۱۹   | در حال تصدی   | جنبش گوران            |